# Новая Лава
Новая Лава — село в Новоспасском районе Ульяновской области, в 18 километрах от районного центра. Входит в состав Садовского сельского поселения.

## История
Есть предположение, что деревня Новая Лава была основана в конце XVIII — начале XIX века переселенцами из села Лава (Сурский район), в прошлом Карсунского уезда. По другой версии, название села произошло от новой партии крепостных, насильно угнанных в эти края для освоения земель. Переселенцы были из Тамбовской, Полтавской, Херсонской, Нежинской губерний. Местные жители в основном занимались разведением скота и земледелием.
В 1859 году деревня Новая Лава во 2-м стане Сызранского уезда Симбирской губернии, в котором в 170 дворах жило 823 человека, имелся винокуренный завод.
В 1863 году был построен деревянный храм, а в 1888 году исправлен княгиней Марфой Афанасьевной Щербатовой. Престол в нём — во имя Святителя и Чудотворца Николая.
В 1913 году село Новая Лава входила в Канадейскую волость, в котором в 143 дворах жило 744 человека, имелась церковь. молитвенный дом, церковно-приходская школа.
Летом 1923 года в заброшенном имении Новая Лава Сызранского уезда швейцарским коммунистом Фрицем Платтеном была основана коммуна швейцарских рабочих-эмигрантов (21 человек, включая 6 детей), получившая название «Солидарность». В числе переселенцев были 77-летний отец Фрица Платтена и его немолодая мать. Согласно документам, организованная швейцарцами коммуна взяла имение в аренду. В российскую глубинку иностранцы приехали не с пустыми руками. Право переселиться в нашу страну получили лишь те коммунары, которые смогли уплатить паевой взнос в 1200 рублей. На эти средства в Швейцарии были закуплены 20-сильный трактор «Кливленд» и прочая техника: плуги, сеялки, автогенный аппарат, кормозапарник, аппараты для переработки молочных продуктов, оборудование для лесопилки.
Весной 1924 года из-за границы прибыло пополнение, и численность эмигрантов превысила 70 человек, около половины из которых — 34 человека — были коммунистами. В интервью сызранской газете «Красный Октябрь» глава коммуны так определил цель их прибытия в российскую глубинку: «Мы приехали в Россию не потому, что испугались преследования нас, коммунистов, швейцарскими властями. Наша главная цель — создать примерное хозяйство, дабы тем самым показать, как надо его вести по всем правилам агрономической культуры и научного опыта». А для этого нужно соответствующее оборудование и техника. Поэтому прибыли коммунары не с пустыми руками: в Швейцарии закупили гусеничный трактор мощностью 20 лошадиных сил, автогенный аппарат для ремонта техники, токарный станок, механизмы для резки и варки кормов, переработки молока и даже для наблюдения за погодой. Кроме традиционных культур, коммунары собирались выращивать непривычные для этих мест кукурузу, клевер, люцерну и др. В том же году коммуна расширила свою территорию. В её состав вошло село Тепловка Сызранского уезда.
Принявшись за работу, коммунары капитально отремонтировали шесть домов и четыре построили заново. Запустили мельницу и лесопилку, оборудовали столярную и слесарную мастерские. На животноводческой ферме, где было 11 дойных коров, 19 лошадей, гуси да куры, поставили соломо- и картофелерезки, распахали заброшенные земли. За селом разбили большой фруктовый сад, в самом селе открыли столовую и избу-читальню. «На плоской, бедной водой возвышенности мы боролись с засухой, свойственной району Новая Лава. В 1924 г. знойное солнце уничтожило наши посевы. В сады нужно было вручную натаскивать тысячи ведер воды. Трудились в среднем по 12 часов. Лентяям у нас не было места», — писал в своем дневнике Ф. Платтен. Со временем Платтен перебрался в Москву, а в село наезжал лишь на революционные праздники.
Местные крестьяне относились к приезжим с большой симпатией и проявляли интерес к механизированному хозяйству. Вместе отмечали революционные праздники, некоторые местные жители работали в коммуне, швейцарские дети учились в русской школе.
К весне 1927 года (по другим данным в 1936 году) поближе к столице, в деревню Васькино (Чеховский район, Московской области), переселились и коммунары, где к ним присоединились крестьянские семьи из соседних деревень. Возведённые ими строения, сельхозинвентарь и скот были переданы губсельтресту.

## Население
| 2010 |
| ---- |
| 319  |

В 1859 году — в 170 дворах жило 823 человека,
В 1900 году —  в 125 дворах — 395 м. и 427 ж.,
В 1913 году — в 143 дворах жило 744 человека,

## Экономика
Ранее существовал колхоз имени Фрица Платтена.

## Достопримечательности
- В Новой Лаве сохранились постройки, которыми пользовались швейцарские коммунары: кирпичная водонапорная башня, деревянный амбар, три жилых дома[10][11].
- На местном кладбище находится могила Петера Платтена — отца организатора коммуны Фрица Платтена [12][13].

## Транспорт
Село находится в стороне от основных транспортных магистралей. Раз в день ходит автобус из районного центра.